# Raphael da Cruz
Raphael da Cruz Menezes (...) è un giocatore di football americano e allenatore di football americano brasiliano, che gioca come cornerback per il Cruzeiro FA.

## Palmarès
- 2 Torneio Guerrero de los Andes/Copa America de Futebol Americano (Corinthians Steamrollers, 2014; Belo Horizonte Get Eagles, 2016)
- 2 Brasil Bowl (Sada Cruzeiro/Galo Futebol Americano, 2017, 2018)
- 2 Torneio Touchdown (Corinthians Steamrollers, 2011, 2012)
- 1 Serbian Bowl (Kragujevac Wild Boars, 2018)
- 1 Liga Nacional (Belo Horizonte Get Eagles, 2016)
- 4 Campeonato Paulista de Futebol Americano (Corinthians Steamrollers, 2011, 2012, 2013, 2014)
- 1 Silver Bowl (Cineplexx Blue Devils, 2019)
- 1 Campeonato Mineiro de Futebol Americano (Galo Futebol Americano, 2018)
- 1 Copa Minas de Futebol Americano (Sada Cruzeiro, 2017)